# Zia Cooke

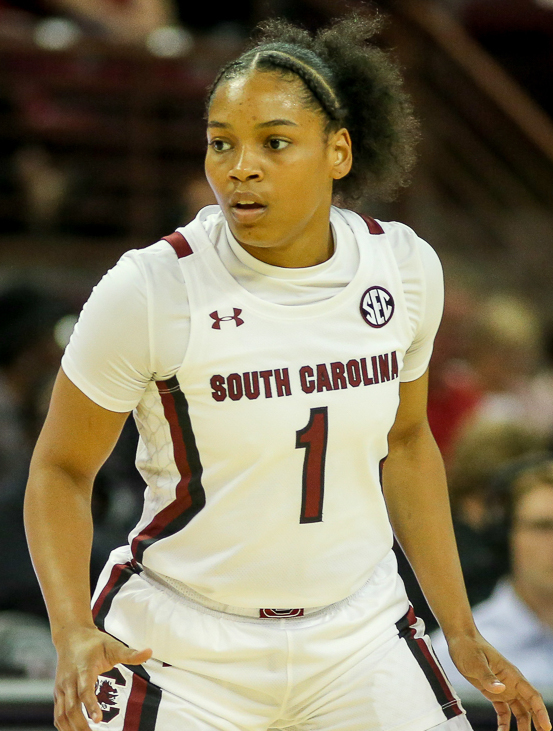
Cooke w 2019

Zia Alexandria Cooke (ur. 9 stycznia 2001 w Toledo) – amerykańska koszykarka, występująca na pozycji rozgrywającej, obecnie od 2023 zawodniczka Los Angeles Sparks.
W 2019 wystąpiła w meczu gwiazd amerykańskich szkół średnich McDonald’s All-American.

## Osiągnięcia
Stan na 5 marca 2024, na podstawie, o ile nie zaznaczono inaczej.
NCAA
- Mistrzyni:
  - NCAA (2022)
  - turnieju konferencji Southeastern (SEC – 2020, 2021, 2023)
  - sezonu zasadniczego SEC (2020, 2022, 2023)
- Uczestniczka rozgrywek NCAA Final Four (2021–2023)
- Laureatka Ann Meyers Drysdale Award (2023)
- Most Outstanding Player (MOP=MVP) turnieju NCAA Hemisfair Region (2021)
- Zaliczona do:
  - I składu:
    - SEC (2021, 2023)
    - najlepszych pierwszorocznych zawodniczek SEC (2020)
    - turnieju:
      - NCAA Final Four (2021–2023)
      - regionalnego NCAA (2023)
      - konferencji SEC (2021, 2023)

  - II składu SEC (2022)
  - III składu All-American (2023 przez AP, USBWA)
  - składu:
    - honorable mention All-America  (2021 przez USBWA, WBCA, 2022 przez AP, 2023 przez WBCA)
    - SEC Academic Honor Roll (2020–2023)
- Liderka SEC w liczbie oddanych rzutów z gry (2021 – 459)

### Reprezentacja
- Mistrzyni:
  - świata U–17 (2018)
  - Ameryki U–16 (2017)